# Обтер, Анри-Жозеф Бушар д’Эспарбес де Люссан
Анри-Жозеф Бушар д'Эспарбес де Люссан (фр. Henri-Joseph Bouchard d'Esparbès de Lussan; 21 января 1714 — 28 августа 1788, Париж), маркиз д'Обтер — французский государственный и военный деятель, маршал Франции.
Сын Шарля-Луи-Анри Бушара д'Эспарбес де Люссана, маркиза д'Обтер, и Мари-Анн Же.
Поступил на службу 30 июня 1730 в 1-ю роту королевских мушкетеров. 18 марта 1733 получил роту в кавалерийском полку Пейра. Служил в Рейнской армии в кампаниях 1733—1735 годов.
Полковник Прованского пехотного полка (16.04.1738). В августе 1741 выступил в составе 3-й дивизии Маасской армии маршала Майбуа в поход в Вестфалию, и провел зиму в Падерборне. В августе 1742 следовал с армией до границ Богемии, в декабре участвовал в оказании помощи Браунау. Участвовал в снабжении продовольствием Эгера в феврале 1743, был ранен в ногу в битве при Деттингене. В июле вернулся с армией во Францию, закончив кампанию в Верхнем Эльзасе в войсках маршала Куаньи, и посодействовав победе над противником при Ренвиллере.
В феврале 1744 отправился со своим полком в Итальянскую армию принца Конти, в апреле участвовал во взятии Ниццы, Монтальбана и Вильфранша, переходе через Альпы долиной Стуры, и атаке укреплений Шато-Дофена в июле. Там он был ранен ружейной пулей. 1 августа произведен в бригадиры (патент от 2 мая), и в этом качестве провел остаток кампании, хотя и не мог служить из-за ранения.
1 апреля 1745 снова определен в Итальянскую армию, возглавленную маршалом Майбуа, служил при осадах Акви, Тортоны, Пьяченцы, Павии, Алессандрии, Валенцы, Асти и Казале, сражался у Ривароне. Провел зиму в Италии, в следующем году участвовал в оказании помощи Валенце, осаде Акви, битве при Пьяченце и бою у Тидоне. Отступил с армией в Прованс и принимал участие в обороне этой провинции до конца кампании, окончившейся лишь в марте 1747.
В кампанию 1747 года продолжал служить в Итальянской армии (1.06), 3 июня был на Варском перевале, участвовал во взятии Ниццы, осадах Монтальбана, Вильфранша и Вентимильи, до октября оставался в лагере в окрестностях Ниццы и Вентимильи, а 17-го выступил под командованием маршала Бель-Иля на помощь Вентимилье, блокированой противником, был в сражении под стенами этого города 20 октября, в котором французы разбили неприятеля и заставили его снять осаду.
Лагерный маршал (1.01.1748), отставлен от командования полком и служил в новом чине на сардинской границе до 1 августа, после чего вернулся во Францию.
В декабре 1752 назначен полномочным министром в Вену, внес значительный вклад в подготовку союзного трактата между королем Франции и императором 1 мая 1756, известного как Версальский договор. В августе 1756 вернулся во Францию, в сентябре стал чрезвычайным послом в Испании. 1 января 1757 пожалован в рыцари орденов короля, получил цепь ордена Святого Духа 2 февраля, после чего снова отбыл в Испанию. Вернулся оттуда в 1761 году и был направлен чрезвычайным и полномочным послом на Аугсбургский конгресс, где обсуждались прелиминарные условия мирного договора, закончившего Семилетнюю войну. Закончил свою дипломатическую карьеру послом в Риме.
В 1766 году произведен в генерал-лейтенанты, в 1767-м стал членом Военного совета, в 1775—1784 годах был главнокомандующим в Бретани. Возведен в ранг маршала Франции 13 июня 1783.
Жена (4.07.1738): Мари-Франсуаза Бушар д'Эспарбес де Люссан д'Обтер (9.06.1720—1772), дочь Луи-Пьера-Жозефа Бушара д'Эспарбеса де Люссан д'Обтера, графа де Жонзака, лагерного маршала и генерального наместника в Сентонже и Ангумуа, и Мари-Франсуазы Эно. Доводилась мужу кузиной. Брак бездетный.
На нем пресеклась линия баронов де Ла-Серр и маркизов д'Обтер, основанная маршалом Франции Франсуа д'Эспарбесом.